# SNCASO SO.95 Corse
Dimensions
Le SO.95 est un avion de transport léger et de liaison civil de conception française construit par la Société nationale des constructions aéronautiques du Sud-Ouest (SNCASO).

## Conception
Le programme du SO.90, prototype du SO.95, commence au début des années 1940, sous la direction de Maurice Hurel. 
Sous l'occupation, le programme se poursuit avec l'accord de la commission d'armistice sous réserve qu'aucun essai en vol ne soit effectué, afin d'empêcher d'éventuelles évasions. Les essais de roulage se déroulent sur l'aérodrome de Cannes - Mandelieu.
Cependant, le 16 août 1943, le commandant Maurice Hurel brave cet interdit en s'envolant pour un premier vol à haut risque avec huit passagers en direction de Philippeville (Algérie française). L'appareil effectue quelques essais sur place avant de revenir en France le 16 décembre 1944.
De cet appareil naît alors la version dérivée SO.93 qui effectue son premier vol au Bourget le 17 août 1945 aux mains de Fernand Lefèbvre. Il ne fut produit qu'à un seul exemplaire. Celui-ci est emmené par bateau en Argentine en vue d'un éventuel marché à l'exportation bien que l'avion ne soit pas produit en série. Le 27 juillet 1946, une démonstration est effectuée avec le pilote d'essais Fernand Lefèbvre aux commandes accompagné du mécanicien navigant Georges Sixdenier. Mais  soudainement, en pleine évolution, l'une des ailes de détache de l'appareil entraînant l'équipage  dans la mort.
Le SO.94 qui est aussi un appareil de développement, effectue son premier vol le 6 mars 1947. Il est alors en compétition avec le SNCAC NC 701 Martinet et le Dassault MD 315 Flamant pour un marché visant l'équipement de l'armée de l'air et la marine nationale, marché qu'il perdra au profit de ce dernier.
Ce n'est que le 17 juillet 1947, que l'appareil de série SO.95 effectue son premier vol. Cet appareil est construit à une soixantaine d'exemplaires dont 45 pour l'aviation navale française. Deux appareils sont par ailleurs utilisés à partir en 1950 par la compagnie aérienne Air Services pour des liaisons Bombay-Bangalore et Bombay-Delhi.
Le SO.95 est un appareil bimoteur à ailes médianes tout en métal et dont le train d'atterrissage est escamotable. Les moteurs entraînent des hélices tripales.

## Versions
- SO.90 Cassiopée : prototype doté de moteurs Béarn 6D-07 de 350 ch pouvant emporter 7 passagers[7].
- SO.93 Corse : prototype doté de moteurs Argus As 411 de 440 ch pouvant emporter 10 passagers[2].
- SO.94 Corse : persion de développement dotée de moteurs Renault 12S00 de 600 ch pouvant transporter 13 passagers[3].
- SO.95 Corse : version de série